# Kolisty Kocioł

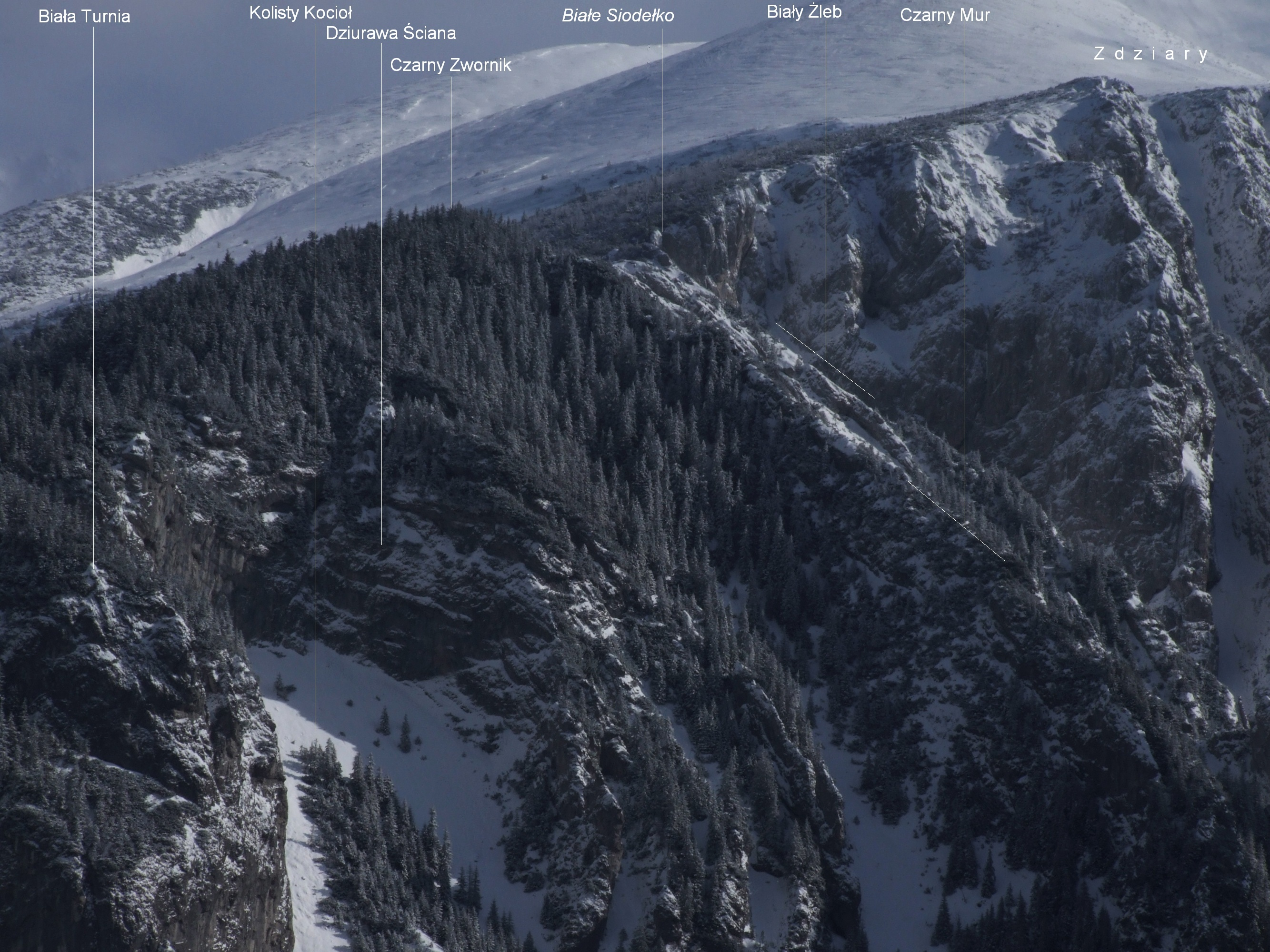
Widok z Polany na Stolach

Kolisty Kocioł – najwyższa część lewej (patrząc od dołu) odnogi Kolistego Żlebu w Dolinie Kościeliskiej w Tatrach Zachodnich. Nie jest to typowy kocioł, lecz stromy i trawiasty upłaz, jednak przypomina cyrk lodowcowy, gdyż otoczony jest z trzech stron pionowymi ścianami; od południowej i wschodniej strony jest to Dziurawa Ściana, od północnej Biała Turnia. Jedynym miejscem, przez które można w miarę łatwo wyjść z Kolistego Kotła do góry, na główną grań Organów, jest Kolisty Przechód – szerokie wcięcie między Dziurawą Ścianą i Białą Turnią.